# トワイライト・ワールド
「トワイライト・ワールド」 ("Twilight World")は英国のポップ・グループ、スウィング・アウト・シスターによる曲。デビュー・アルバム『ベター・トゥ・トラベル』に収録されている。当時のメンバーだったアンディ・コーネル、コリーン・ドリュリー、マーティン・ジャクソンによってマンチェスターで書かれた。
シングルとして1987年4月12日にイギリス全土で発売されるとその年の5月に全英シングルチャートで32位を記録した。「トワイライト・ワールド」は全米では『ベター・トゥ・トラベル』から「ブレイクアウト」に続く2枚目のシングルとなり、1987年12月にビルボード・ホット・ダンス・クラブ・プレイ・チャートに登場したのが最初だった。1988年初めになってグループにとって最高位の第9位を記録した。Billboard Hot 100でもトップ40ヒットとして1988年2月に最高位31位を記録した
この曲は何回もリミックスされ、アルバム・ヴァージョンもリミックスとして「スパーブ・スパーブ・ミックス」(6分27秒)と名付けられた。ボーナス・リミックスもCDには収録されている(6分09秒)。

## リミックス
全英 1987 7"シングル 888 484-7
1. "Twilight World"
日本のCD「アナザー・ノンストップ・シスター」に収録。
2. "Another Lost Weekend"
エクステンデッド・バージョンが12"リミックス・シングルに収録。

全米 12" プロモ・シングル
1. "Twilight World" (Vocal Dub)
2. "Twilight World" (Classical Dub)
3. "Twilight World" (Instrumental Dub)
4. "Twilight World" (Beat Your Sister Dub)
「スペシャル・クラブ・ミックス」に収録。

その他のバージョン
1. "Twilight World" (Edited Version)
日本のCD「アナザー・ノンストップ・シスター」に収録と7"シングルに収録。
2. "Twilight World" (Superb, Superb Mix)
『ベター・トゥ・トラベル』、日本のCDアルバム『スウィング3』、全英で発売された12"シングルに収録。
3. "Twilight World" (Outer Limits Mix) AKA (Remix) AKA (Gas Distress Mix)
『ベター・トゥ・トラベル』のCD盤、日本で発売された『スプレンディド・コレクション』の限定版に収録の「リミックス・アンド・アザーズ」、全英で発売された12"リミックス・シングルに収録。
4. "Twilight World" (The World Travel Mix) AKA (12″ Remix) 
全米と日本で発売された4曲入りの12"シングルに収録。
5. "Twilight World" (Instrumental)
全米で発売された4曲入りの12"シングルに収録。

## 参加者
スウィング・アウト・シスター
- アンディ・コーネル - キーボード
- コリーン・ドリュリー - ボーカル
- マーティン・ジャクソン - ドラム

その他
- John Stoddart - 写真撮影

## チャート・パフォーマンス
| チャート (1987-88)                                        | 最高 順位 |
| --------------------------------------------------------- | --------- |
| 全英シングルチャート (オフィシャル・チャート・カンパニー) | 32        |
| 全米ビルボード「アダルト・コンテンポラリー・チャート」    | 7         |
| 全米ビルボード「Billboard Hot 100」                       | 31        |
| 全米ビルボード「ホット・ダンス・50-クラブ・プレイ」       | 9         |